# بلاسگان
بلاسگان (به معنای «کشور بلاش» که نام خود را از یکی از شاهنشاهان اشکانی به نام بلاش گرفته است) یکی از شهربانی‌های شاهنشاهی ساسانی بود. شاپور یکم در سنگ‌نبشته نقش رستم خود مرزهای این استان را "تا کوه‌های قفقاز و در آلانان" توصیف می‌کند، گرچه بیشتر مساحت آن در جنوب رود کر واقع شده بود. این استان از جنوب به آذربایجان و از شرق به دریای کاسپین راه داشت. پس از فتح این منطقه به دست اردشیر، او به رسم سایر شاهنشاهان باستانی ایرانی، شهربان این منطقه را «شاه» نامید.
پس رواج مسیحیت در ارمنستان و پس از آن در گرجستان یا همان ویروزان یا ویروجان و آلبانیای قفقاز(آران)، این دین در بلاسگان نیز تا حدی رواج پیدا کرد. همچنین در زمان نبرد آوارایر، شاه این منطقه، هیران، به یزدگرد دوم برای مقابله با مسیحیان کمک کرد. هرچند بعدها خود او بر تاج و تخت شورید و توسط ساسانیان اعدام شد.